# Vāyu (yoga)
Il termine vayu (dal sanscrito वायु , vāyu) significa letteralmente aria, vento. Viene tradotto comunemente "soffio" quando si riferisce ai dieci soffi vitali che, secondo la fisiologia mistica dello Yoga, circolano all'interno del corpo dell'essere umano. I vāyu sono suddivisi in cinque maggiori (pañca-vāyu o pañca-prāna) e cinque minori (pañca-upavāyu o pañca-upaprāna).
Nello Shiva-samhita viene specificato che i diversi soffi presenti nel corpo sono “modificazioni di stato del prāna (III:3)” e da ciò derivano i loro vari nomi. 

## Classificazione
Alla categoria dei soffi maggiori appartengono:
- il prāna-vāyu, il soffio ascendente, che si trova nel cuore e ha la funzione di assicurare la longevità. Porta dentro al corpo l’aria dall’esterno stimolando così il fuoco digestivo che permette di espellere le scorie.

- l'apāna-vāyu, il soffio discendente, situato nella zona al di sotto del mūlādhara chakra e dell'ano, esso aiuta ad espellere urine e feci donando vitalità e agilità al corpo.
- il vyāna-vāyu, il soffio pervasivo che viaggia all’interno di tutte le parti del corpo regolando il funzionamento dei muscoli, dei tendini, del midollo e di altri tessuti e permette la circolazione del sangue attraverso i vasi sanguigni.
- l'udāna-vāyu, il soffio verticale, situato nell’area della gola, migliora il funzionamento delle corde vocali, rimuove il flemma e altre secrezioni simili donando salute.

- il samāna-vāyu, il soffio mediano, localizzato nella zona dell’ombelico. Porta il cibo al fuoco gastrico, aiutando la digestione.

I cinque soffi maggiori sono detti anche i cinque prāna.
I soffi minori sono invece il nāga, che provoca il rutto, il kūrma, che fa scaturire il battito delle ciglia, il kṛkara, che induce lo starnuto, il devadatta, che provoca lo sbadiglio e il dhanañjaya che pervade tutto il corpo e vi rimane fino a un’ora e mezza dopo la morte, è il soffio che gonfia il cadavere.